# 伊利诺伊大厦
伊利諾斯大樓（The Illinois），又稱作伊利諾斯英里大廈（Mile High Illinois）或伊利諾斯天空城（Illinois Sky-City）是一座在1956年由美國著名建築工程師弗蘭克·勞埃德·賴特設計的高達1英里（1600米）的建築物。根據設計，這座計劃中坐落於芝加哥的摩天大樓共有528層，建築面積達1846萬平方英尺（171萬平方米或171公頃）。該大廈的建造計劃至今未付諸現實，如果建成，那麼它將當之無愧地成為世界最高的建築物，並遙遙領先其它競爭對手。
在大城市人地關係緊張和城市規模畸形膨脹的問題上，伊利諾斯大廈這樣的超高層建築物雖尚有爭議，但至少從經濟意義上講，現在人類已經完全有能力建造此類建築。位於阿拉伯聯合酋長國的哈里發塔（828米）達到伊利諾斯大樓設計高度的一半以上。巧合的是，杜拜塔的設計和伊利諾伊大廈有許多的相似之處。
值得一提的是，伊利諾斯大樓並非是人類有史以來設計的最高的建築物，日本的X-Seed 4000塔是迄今為止有明確設計構想的最高的建築物（4000米）。

## 技術障礙
早在當時提出這一計劃的時候（1956年），賴特就認為建造如此高大的建築在技術上是完全可行的。而在當時，世界上最高的摩天大樓還是紐約的帝國大廈。它的高度僅僅是設想中的伊利諾伊大廈的四分之一。如果僅僅建造一個一英里高的能夠自行支撐的鋼構架而不考慮其它，這或許是可行的。但問題在於，如果一座建築達到了如此驚人的高度，它勢必要面臨以下的種種問題：

### 風力與材料
在提出本建築設想的那個年代，最為流行的塔樓建築材料是易於變形的鋼。因此塔樓在風力作用下會出現搖擺現象，造成較高樓層內居住者的不適感。解決這一問題的辦法就是在塔樓內部放置一個平衡物來抵消擺動，例如台北101大廈。不過近十年來（特別是1990年代末到2000年代初），另外一種較不易變形的材料——混凝土承重能力有了很大的提高。因而混凝土現在也能夠成為塔樓的主要建築材料，理論上解決了這一問題。

### 垂直交通
為了能夠將大量的人員運送到更高的並且是不同的樓層，必須建造數量眾多的電梯，而這幾乎要佔用掉所有較低樓層的可用空間，這是阻撓建造這座大廈的最大技術障礙。而這個難題卻並沒有在賴特那簡略的設計構想中給出合理的解決方法。電梯空間的問題不僅是伊利諾伊大廈設計中所遇到的難題，它也困擾了幾乎所有超高層建築物的設計師們。不過人們還是找到了一些方法來解決或者說緩解這個矛盾。例如台北101大樓通過雙層電梯有效地節省了大樓空間，世界貿易中心（WTC）則是將它的高層部分分為幾個小區，每個區域都擁有自己的休息觀光平台，當人們搭乘大廈的中樞電梯到達這個平台後，可以搭乘每個分區中的小電梯來達到自己的目的地。然而，即使這些措施能夠被應用到伊利諾伊大廈中，由於他超乎尋常的高度，這個問題將依然存在。20世紀50年代，隨著核能技術的開發和廣泛運用，賴特甚至設想通過建造「核動力電梯」（the nuclear elevators）來解決這個問題。

### 安全
關於安全問題，在緊急情況下使用的樓梯井將會佔用每層樓的大部分空間，在較低的空間更是如此（為了避免在緊急情況下逃生的人員出現擁擠的狀況，大廈的較低必然要比較高擁有更多的逃生井，因為從高層下來的人群最終會和低層人員匯合形成密度更大的人群）。不過這個問題現在已經可以通過建造在火災或者是其他緊急情況下仍然能夠使用的緊急備用電梯來解決。

### 水
同樣，由於這座大樓的驚人高度，高層的用水和污水處理也成為了一個棘手的問題，因為要將水運送至如此之高的地方必然需要極高的水壓，並且還需要搭建複雜的管道系統來輸送生活用水和廢水，而這又必然會佔用很多的大廈空間。現在一種比較可行的方法是直接在高層建立污水處理系統，在大廈的較高層形成一個水的循環使用體系，這在今天已經成為可能，至少要比20世紀50年代來得容易得多。

## 外部連結
- 賴特當年的建築計劃概要（pdf格式）
- 迪拜塔與伊利諾伊大廈的對比（页面存档备份，存于）
- 賴特的個人信息頁面
- 伊利諾伊大廈的相關資料（意大利語）Archive.today的存檔，存档日期2013-01-01
- 聖迭戈的高通球場（Qualcomm Stadium）革新與伊利諾伊大廈般超高建築的關係
- 包括伊利諾伊大廈在內的一些高層建築的設計資料（页面存档备份，存于）
- Skyscraperpage.com上的伊利諾伊大廈設想圖（页面存档备份，存于）